# Paul Graetz (producteur)
Pour les articles homonymes, voir Graetz et Paul Graetz.
Paul Graetz est un producteur de cinéma américain d'origine allemande, né le 3 avril 1899 à Leipzig (Allemagne) et mort le 5 février 1966 à Neuilly-sur-Seine.

## Biographie

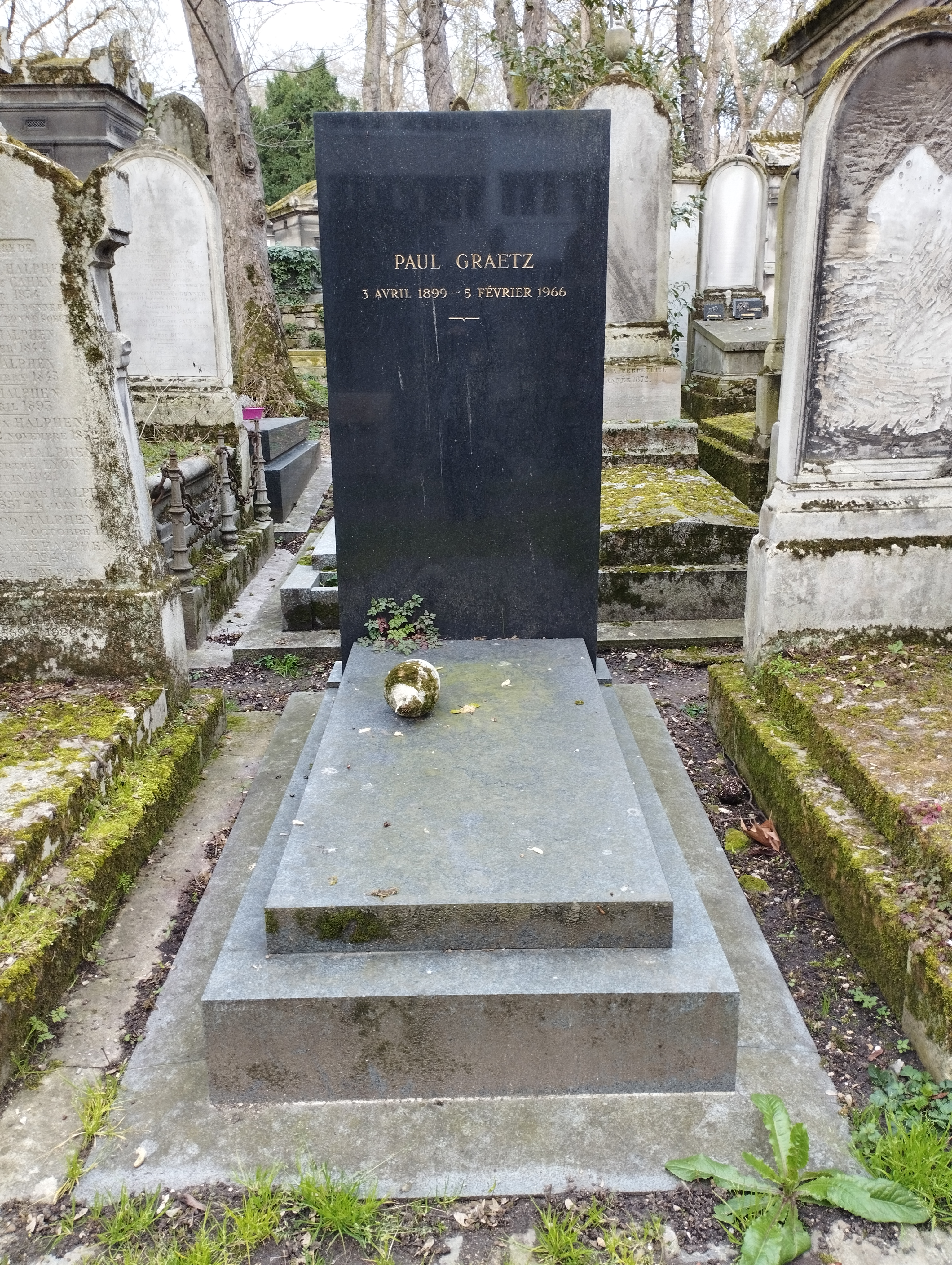
Tombe de Paul Graetz au cimetière du Père-Lachaise (division 7).

Paul Graetz est inhumé au cimetière du Père-Lachaise (7e division), à Paris.

## Filmographie
- 1938 : Altitude 3.200
- 1939 : La Charrette fantôme
- 1943 : Untel père et fils
- 1947 : Le Diable au corps
- 1950 : Dieu a besoin des hommes
- 1952 : Onze heures sonnaient (Roma ore 11)
- 1954 : Monsieur Ripois
- 1955 : Les Hommes en blanc, de Ralph Habib
- 1956 : La Loi des rues
- 1957 : Amère Victoire (Bitter Victory)
- 1959 : Faibles Femmes
- 1960 : Ça s'est passé à Rome (La Giornata balorda), de Mauro Bolognini
- 1962 : Vu du pont
- 1964 : L'Appartement des filles
- 1966 : Paris brûle-t-il ?